# Japalura zhaoermii
Espèce
Japalura zhaoermii est une espèce de sauriens de la famille des Agamidae.

## Répartition
Cette espèce est endémique du Sichuan en République populaire de Chine.

## Étymologie
Cette espèce est nommée en l'honneur d'Er-mi Zhao.

## Publication originale
- Goa & Hou, 2002 : Description of a new Japalura species from western Sichuan Province, China. Sichuan Journal of Zoology, vol. 21, no 2, p. 3-5 (texte intégral).